# قمبود كيلوغي
قمبود كيلوغي (الاسم العلمي: Campodea kelloggi) هو نوع من الحيوانات يتبع جنس القمبود من فصيلة القمابيد.